# Kimpa Vita
Kimpa Vita, Kimpa Mvita, Cimpa Vita ou Tsimpa Vita (née à Mbanza Kongo, aujourd'hui en Angola, 1684 - morte à Evolulu, aujourd'hui en Angola, le  2 juillet 1706), aussi connue sous son nom portugais  Dona Beatriz, est une prophétesse kongo, fondatrice et dirigeante du mouvement antonianiste, une forme de syncrétisme entre catholicisme et religions traditionnelles du Kongo. Elle lutta pour la réunification du royaume Kongo, alors en proie à la colonisation portugaise ; elle fut attrapée par les Capucins, condamnée au bûcher et mourut brûlée vive sur ordre du roi Dom Pedro IV, le 2 juillet 1706.
Elle fait partie des rares personnalités ayant vécu sur la côte atlantique de l'Afrique à cette époque au sujet desquelles il existe d'abondantes sources écrites : les journaux, rapports et lettres de quatre missionnaires capucins italiens actifs dans la région (Luca da Caltanissetta, Marcellino d'Atri, Bernardo da Gallo et Lorenzo da Lucca).

## Biographie
Née entre 1684 et 1686 dans une famille de la noblesse kongo, Kimpa Vita est baptisée à une date inconnue, peut-être par un prêtre métis originaire d'Angola, Luis de Mendonça. À l'époque, une grande partie de la population du royaume du Kongo est catholique, l'évangélisation ayant commencé dès la fin du XVe siècle, avec le baptême de Nzinga Nkuwu sous le nom de Jean Ier. Elle grandit à une époque où la guerre civile fait rage entre différentes factions au sein du royaume de Kongo, affaibli par des conflits incessants avec le Portugal (bataille d'Ambuila) et certains peuples voisins. Dès sa jeunesse, elle est reconnue comme nganga marinda, intermédiaire entre les hommes et le monde des esprits ; elle est initiée au sein de la société secrète dite kimpasi. La société kimpasi avait pour mission de délivrer les gens des forces du mal à travers des cérémonies d'exorcisme appelées mbumba kindonga.

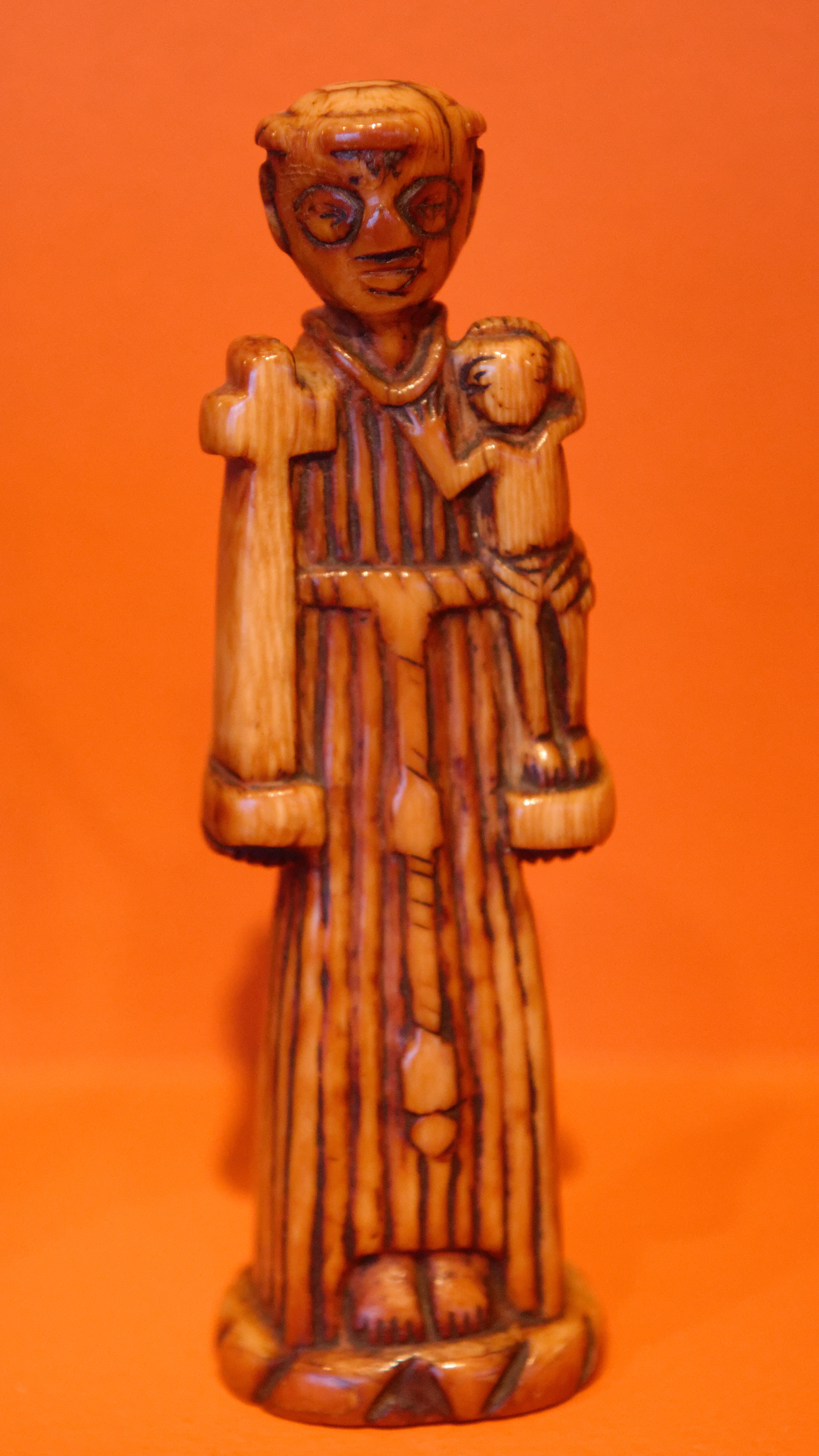
Statuette représentant saint Antoine de Padoue, ivoire, XVIIIe siècle, collection de Donald et Adele Hall, photographiée pendant l'exposition « Du Jourdain au Congo, art et christianisme en Afrique centrale » au musée du quai Branly (2016-2017).

Elle est influencée par les prophéties d'Appolonia Mafuta « Fumaria », qui annonce un châtiment divin et se promène avec une pierre qu'elle présente comme la tête du Christ déformée par la méchanceté des hommes. À partir de 1703 ou 1704, Kimpa Vita dit recevoir des révélations, et annonce que Dieu punira les habitants du royaume si ce dernier n'est pas réunifié, avec pour capitale São Salvador. Elle enseigne aussi que les missionnaires blancs ont dénaturé le message divin pour tromper la population noire. Le roi Pierre IV prend connaissance de son message, mais garde ses distances avec elle. 

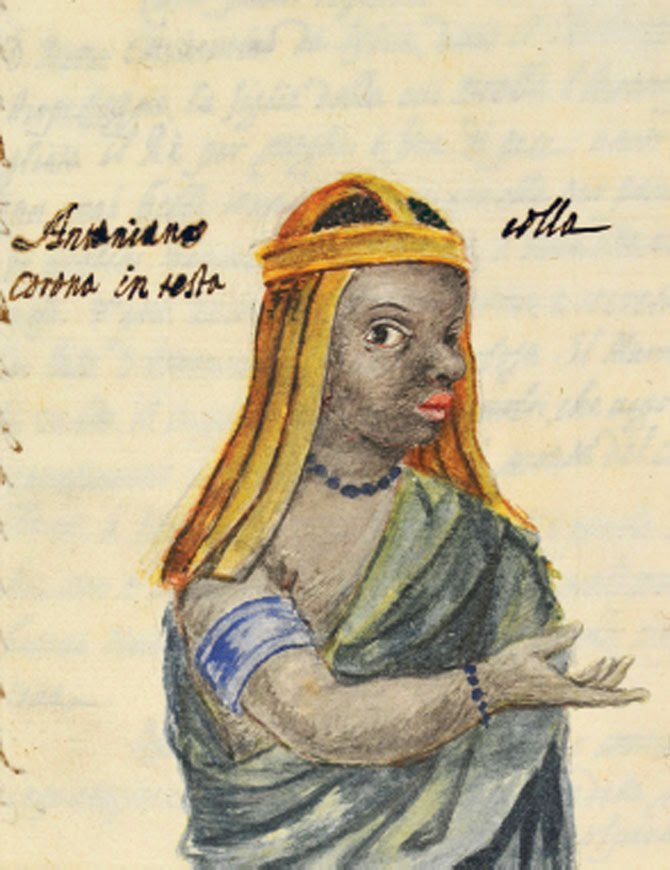
Dessin par Bernardo da Gallo.

En revanche, elle est soutenue par de nombreux nobles kongo, dont l'épouse de Pierre IV du Kongo, Hipolyta, et Pedro Constantinho da Silva, un des généraux de l'armée royale, et plusieurs viennent s'établir avec elle à São Salvador, où elle occupe les ruines de l'ancienne cathédrale (Pierre IV avait repris possession de São Salvador en 1696, mais l'avait quittée par la suite, craignant une attaque d'un roi voisin). Kimpa Vita enseigne que Jésus, ses apôtres et de nombreux personnages bibliques sont noirs et sont pour la plupart des Bisi Kongo (le véritable peuple élu). Elle enseigne que la véritable Terre sainte est le Kongo et identifie en même temps Sao Salvador comme la « Jérusalem céleste ». Elle annonce ensuite que le roi Antoine Ier (Nvita Nkanga en kikongo) doit être considéré comme un « messie », Kimpa Vita se disant elle-même possédée par son esprit. On prétend qu'elle meurt chaque vendredi et ressuscite chaque dimanche, après avoir passé deux jours à s'entretenir avec Dieu.

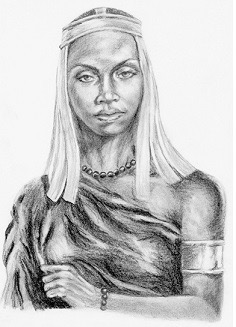
Autre dessin.

Kimpa Vita adapte certaines prières catholiques, notamment l'Ave Maria et le Salve Regina, qu'elle transforme en « Salve Antoniana »,.
Son mouvement est appelé antonien ou antonianiste ; des missionnaires diffusent sa doctrine dans d'autres régions du royaume. Elle reconnaît l'autorité du pape mais se montre hostile aux missionnaires européens, principalement actifs sur la côte atlantique. Pierre IV, inquiet du succès rencontré par le mouvement antonianiste, finit par la faire arrêter et condamner au bûcher en 1706 avec son enfant, après un procès en hérésie, devant un tribunal civil conseillé par les missionnaires capucins Bernardo da Gallo et Lorenzo da Lucca.
Après avoir confessé ses péchés, elle est brûlée vive sur un bûcher le 2 juillet 1706, dans la ville d'Evolulu (Angola), près de Mbanza Kongo, avec son compagnon et « ange gardien », João Barro. Leur fils nouveau-né est sauvé grâce à l'intercession auprès du roi de leur dernier confesseur, le père Lorenzo da Lucca. Il est baptisé par ce dernier Jerónimo, contrairement au souhait de sa mère qui voulait le nommer António.

## Luttes
Kimpa Vita a lutté en faveur de l'unité et la réunification du Kongo dia Ntolila, qui était ravagé par une guerre qui a duré près de 40 ans, et elle a également milité contre la colonisation portugaise mais aussi la traite esclavagiste[réf. nécessaire].
Au delà de l'image d'une prophétesse, Kimpa Vita est aussi une figure du nationalisme et de l'anticolonialisme.
Son action bénéficiera à Mvemba Agua Rosasa, roi du Kongo dia Ntolila, qui sera à l'origine de la réunification du royaume.

## Postérité
Malgré la défaite de ses disciples dans les années qui suivent (Pedro Constantinho da Silva est vaincu par Pierre IV en 1709), le mouvement antonianiste survit à la mort de Kimpa Vita ; il est combattu par les missionnaires catholiques aux XVIIIe et XIXe siècles. 
Les messianismes congolais et angolais du XXe siècle (matswanisme, kimbanguisme et tokoïsme), toujours actifs aujourd'hui, font référence à la figure de Kimpa Vita. Elle est parfois surnommée la « Jeanne d'Arc congolaise », en raison des ressemblances entre sa biographie et celle de Jeanne d'Arc, brûlée vive à Rouen en 1431.
En 1970, elle est représentée sur la Fresque de l'Afrique à Brazzaville, œuvre socialiste commanditée par la République populaire du Congo afin de représenter l'histoire du peuple congolais. Le mot lingala « etumba » (signifiant « lutte ») y est inscrit près de son visage.
L'université de Uíge, en Angola, est appelée « université Kimpa Vita » depuis 2009.